# Біртін (Хунедоара)
Біртін (рум. Birtin) — село у повіті Хунедоара в Румунії. Входить до складу комуни Ваца-де-Жос.
Село розташоване на відстані 332 км на північний захід від Бухареста, 39 км на північний захід від Деви, 99 км на південний захід від Клуж-Напоки, 118 км на північний схід від Тімішоари.

## Населення
За даними перепису населення 2002 року у селі проживала 301 особа, з них 299 осіб (99,3%) румунів. Усі жителі села рідною мовою назвали румунську.